# Bezid, Mureș
Bezid (în maghiară Bözöd) este o localitate componentă a orașului Sângeorgiu de Pădure din județul Mureș, Transilvania, România.

## Istoric

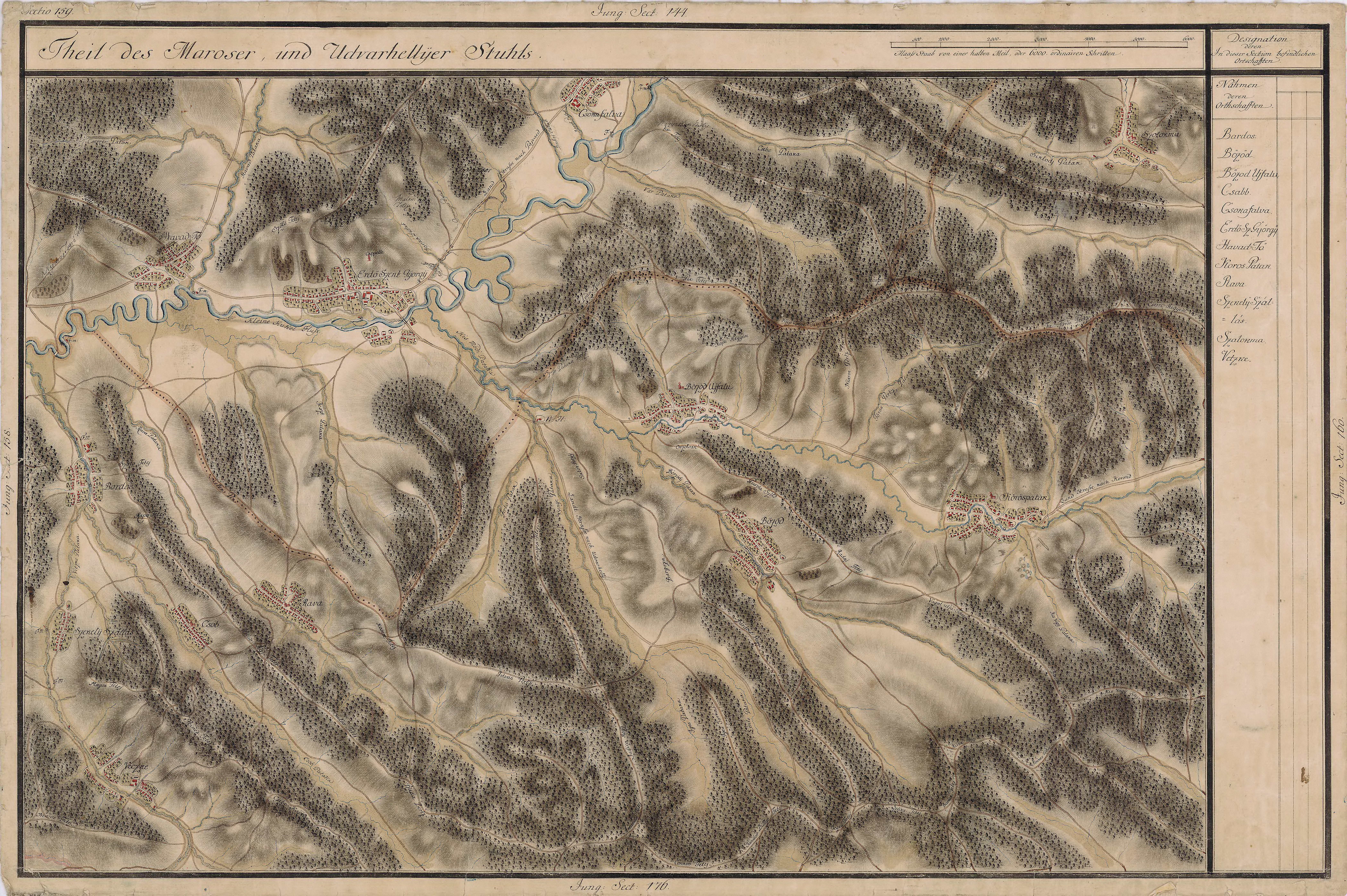
Bezid în Harta Iosefină a Transilvaniei, 1769-73

Conform Repertoriului Arheologic Național al Ministerului Culturii, în punctul numit Fâneața Mare (Nagyzenafü), pe malul stâng al pârâului Loț, s-a descoperit o așezare geto-dacică din perioada La Tène și o altă așezare de cultură neprecizată din epoca romano-bizantină (sec. VI - VII d.Hr.).
Pe Harta Iosefină a Transilvaniei din 1769-1773 (Sectio 159), localitatea apare sub numele de „Bözöd”.
Săpături în cadrul sitului arheologic au fost efectuate de către Z. Székely în anii 1959, 1960 și 1961.  

## Personalități
- József Koncz⁠(hu)[traduceți] (1829-1906), istoric, bibliotecar la Biblioteca Teleki-Bolyai, a salvat codexul de pergament din Sângeorgiu de Pădure în care Elek Farczády⁠(hu)[traduceți] cu ajutorul lingvistului Attila Szabó T. au identificat Rândurile târgumureșene.[7]

## Imagini

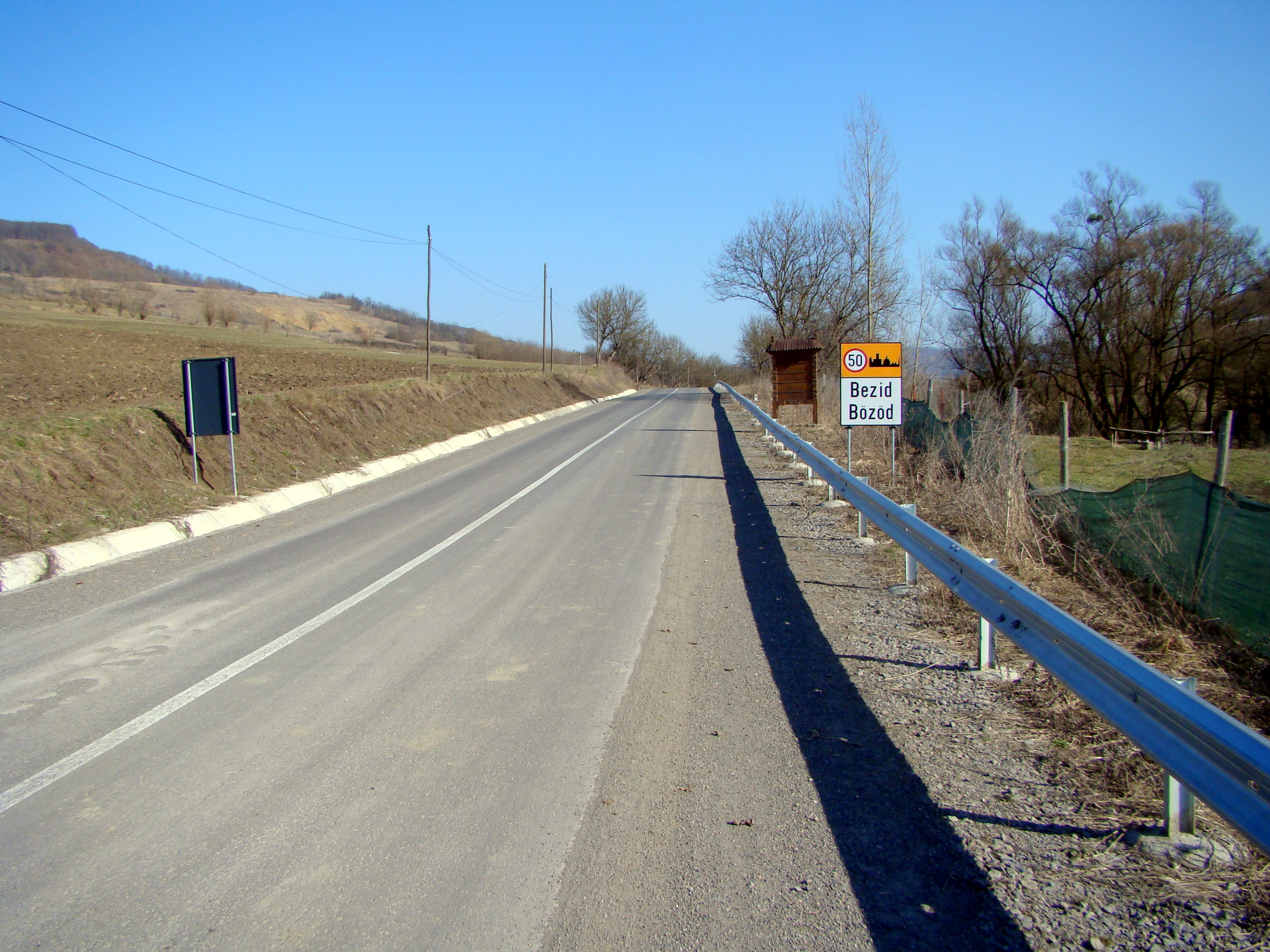
Intrarea în localitate
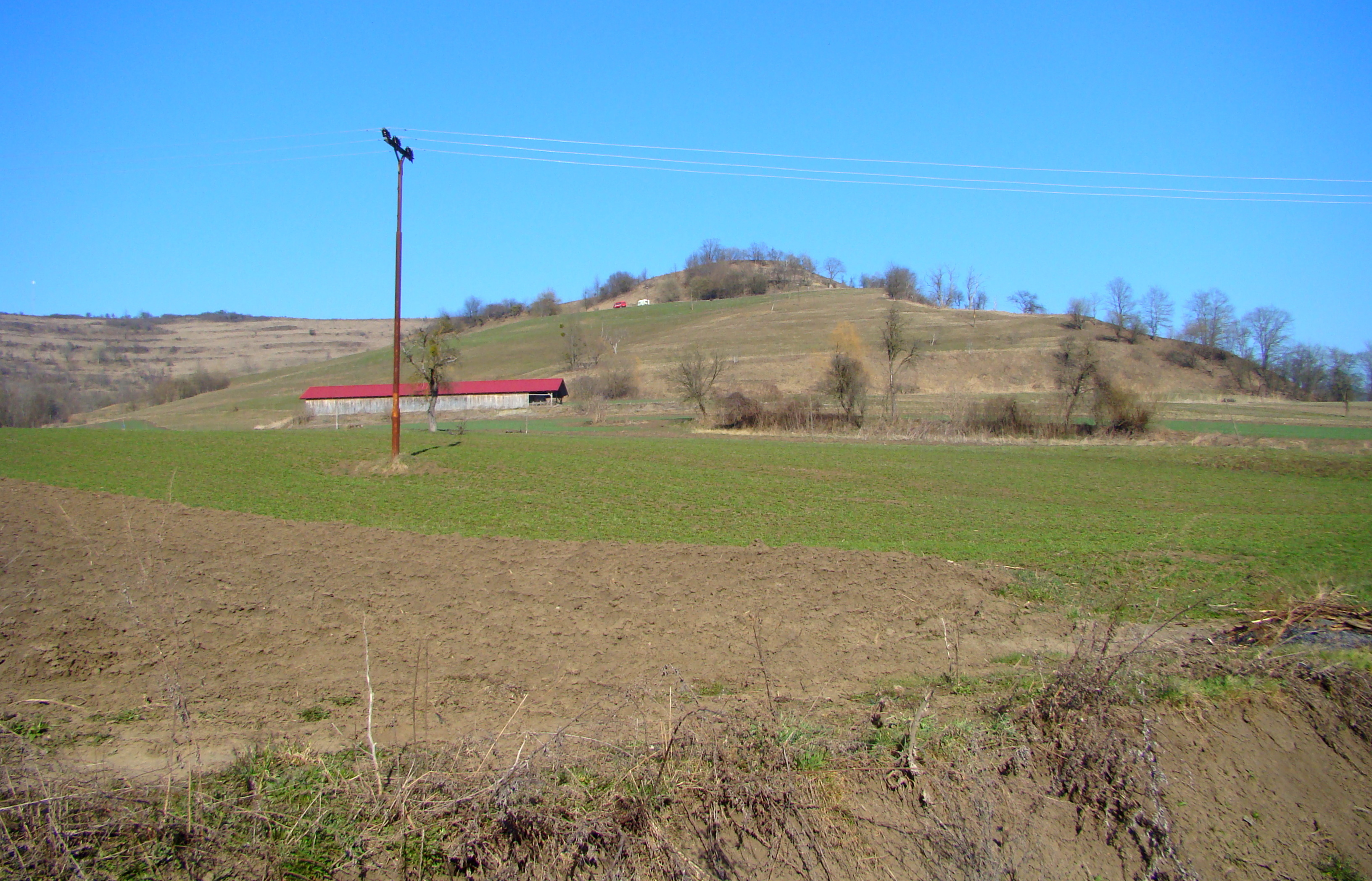
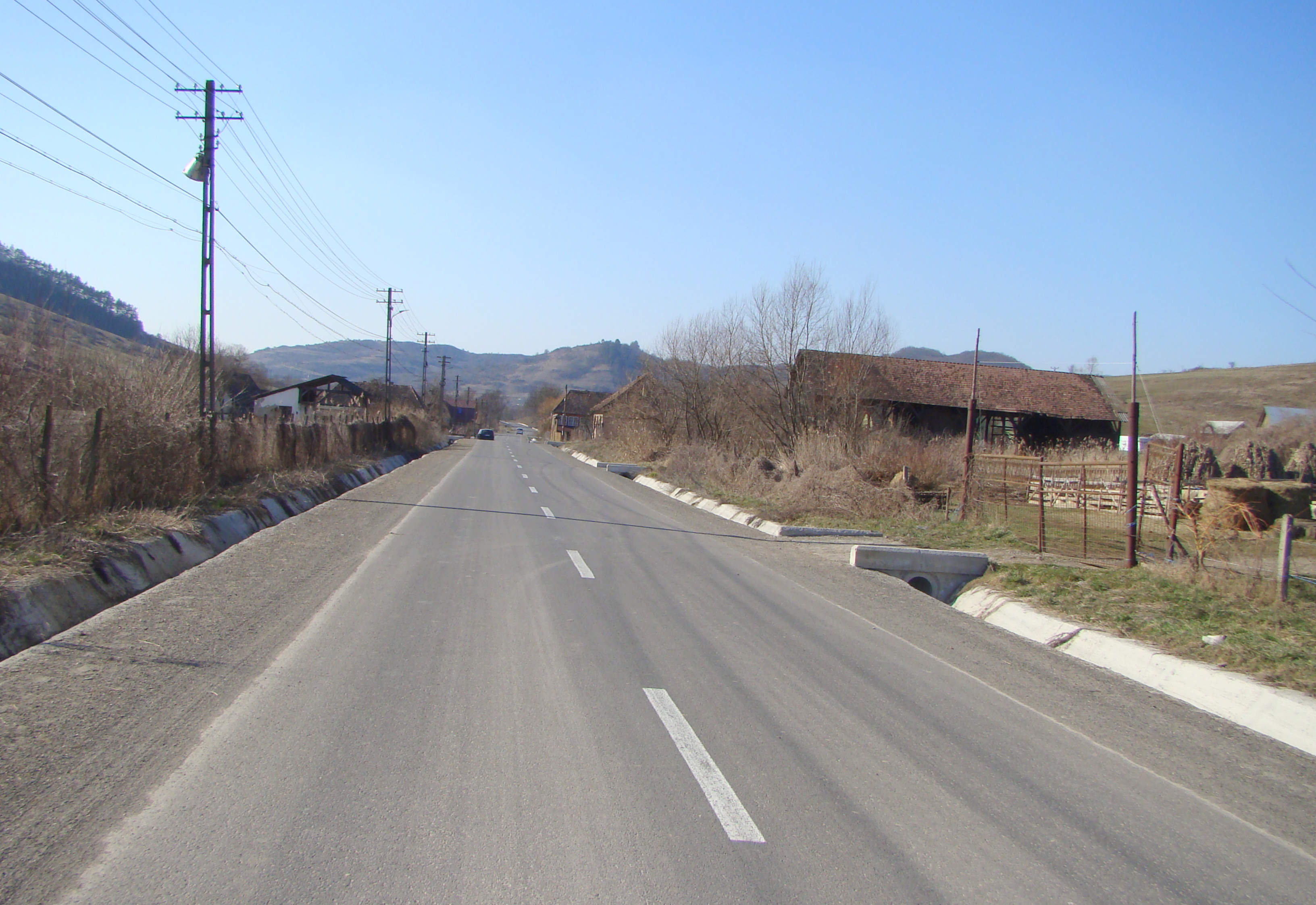
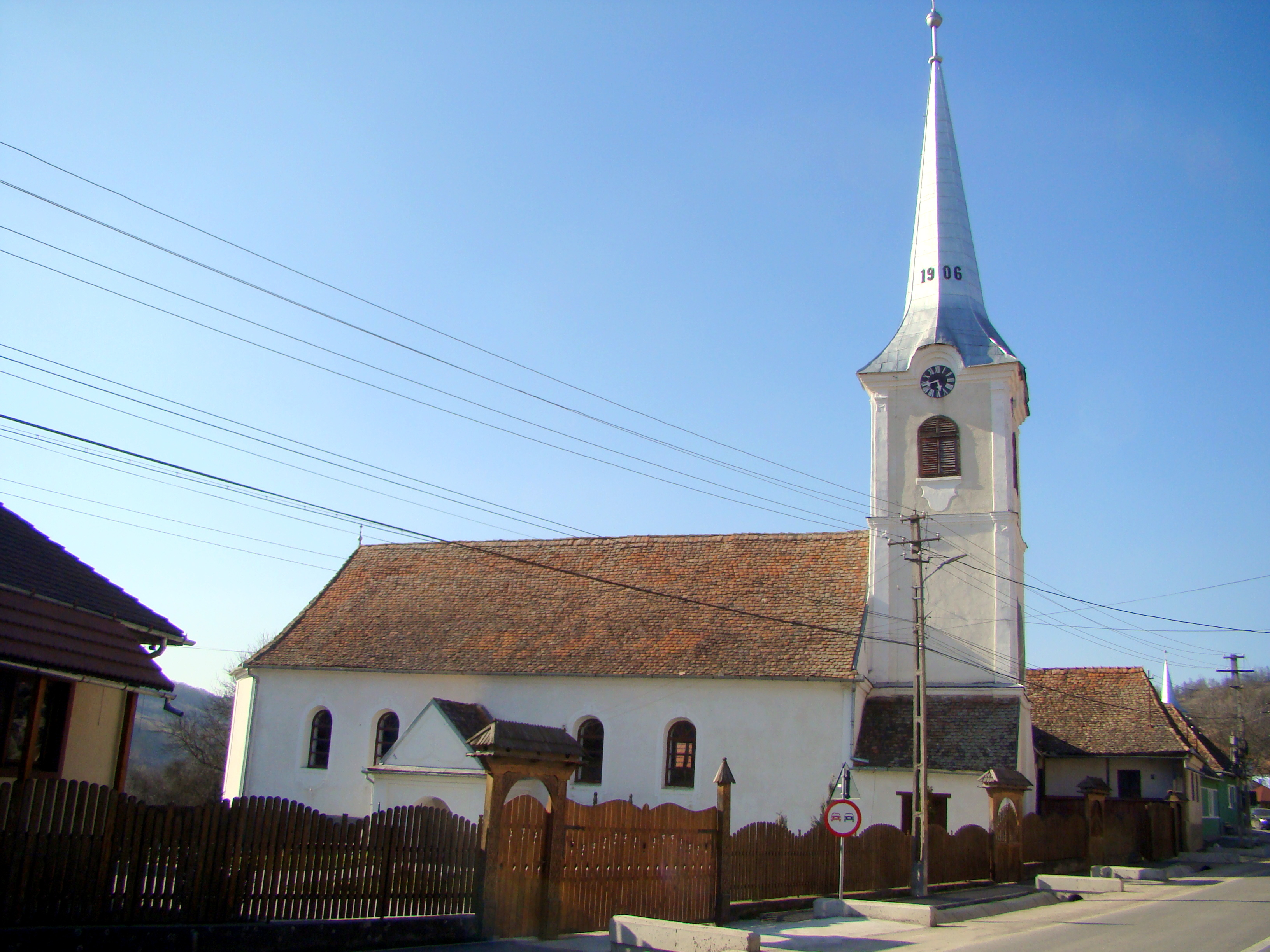
Biserica unitariană
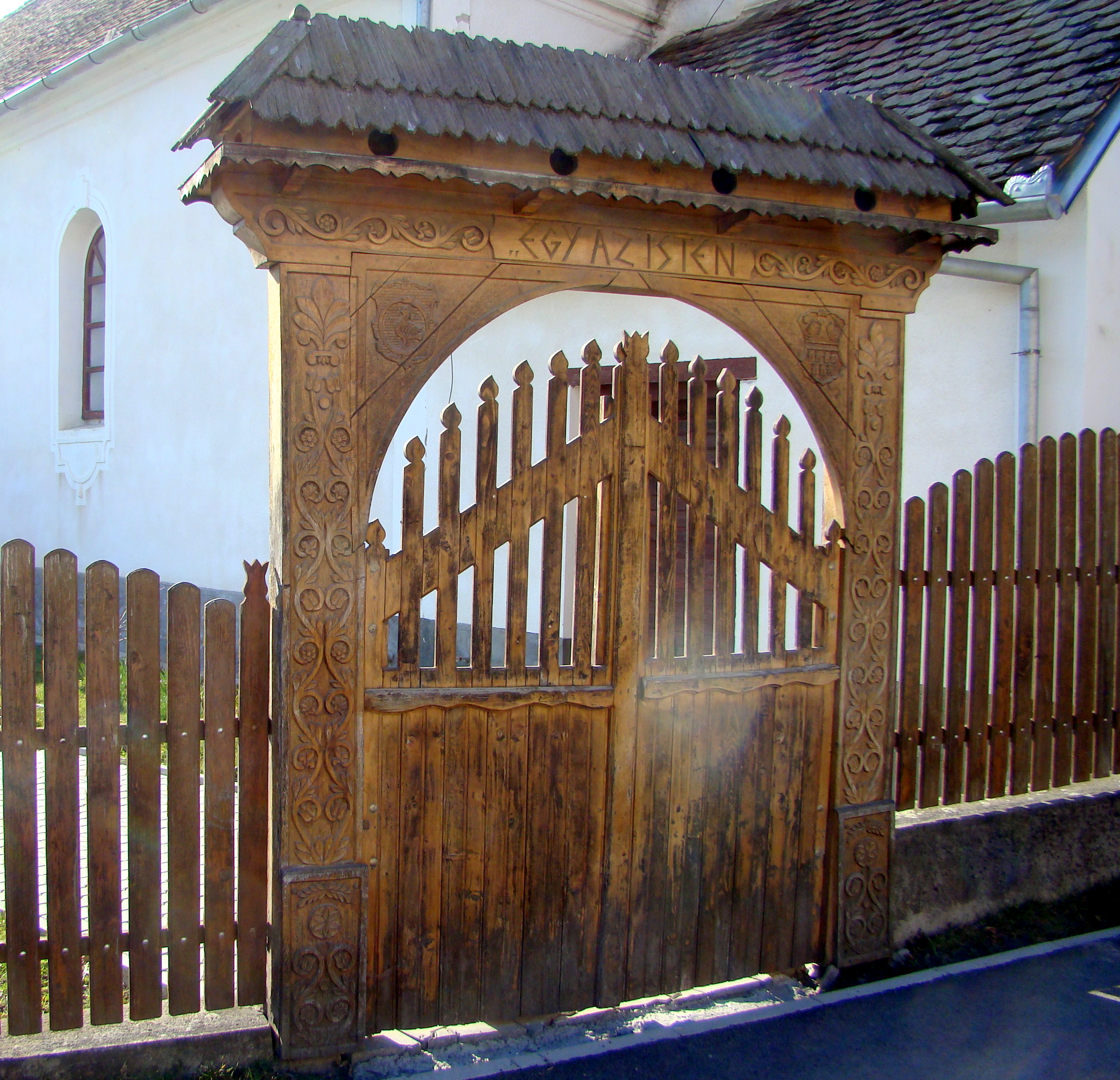
Poarta de lemn
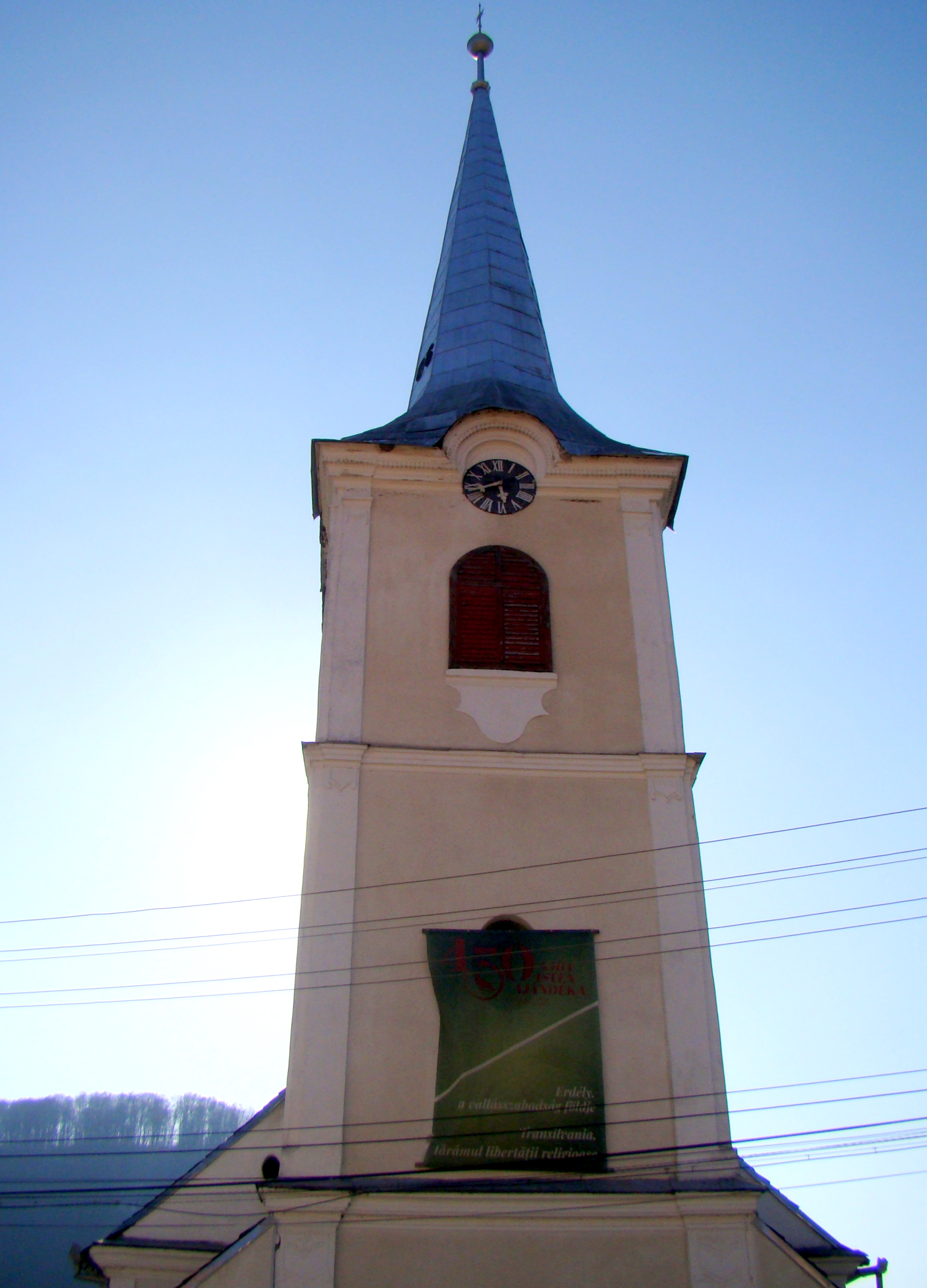
Turnul
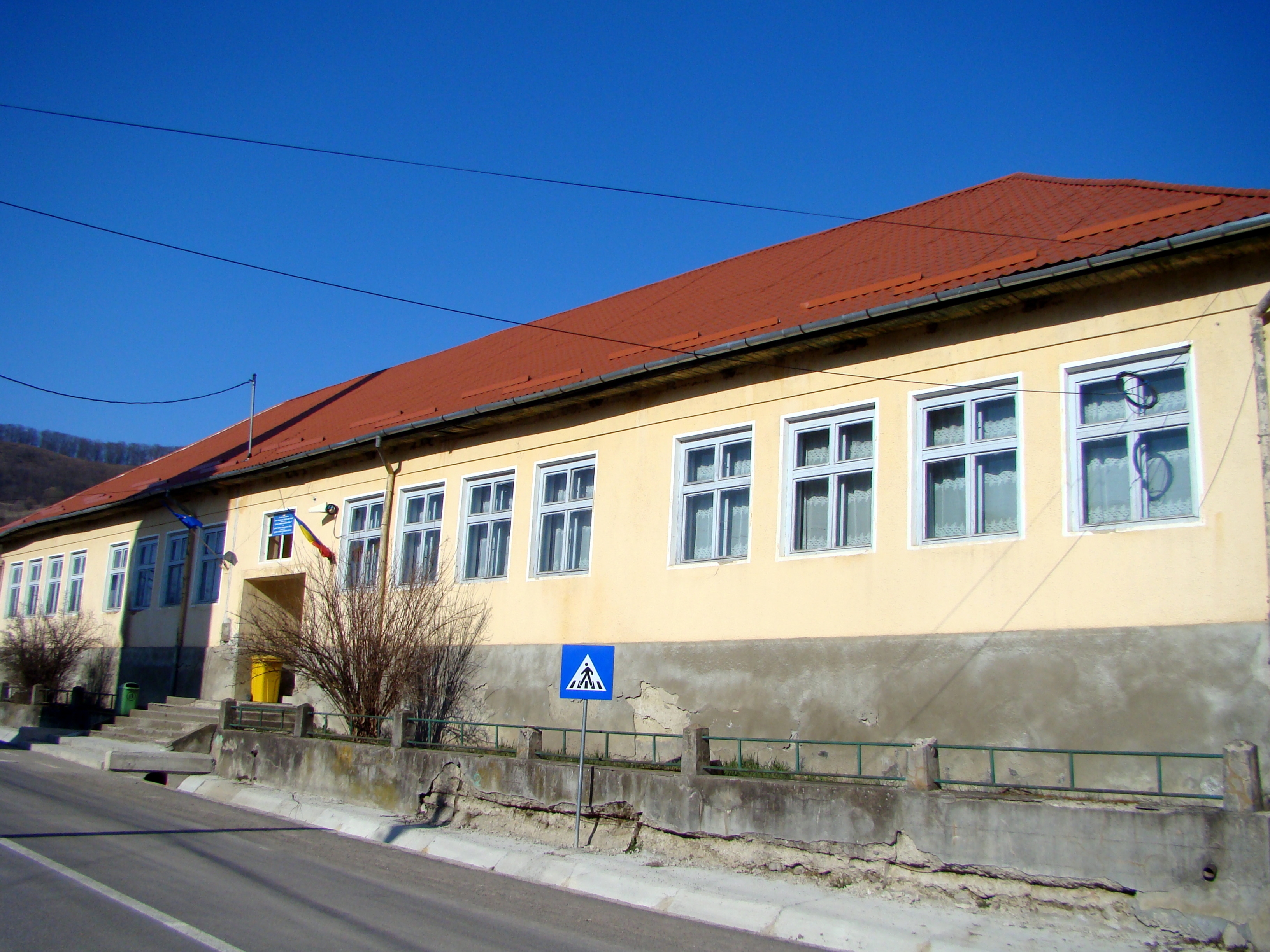
Liceul tehnologic „Sfântul Gheorghe”
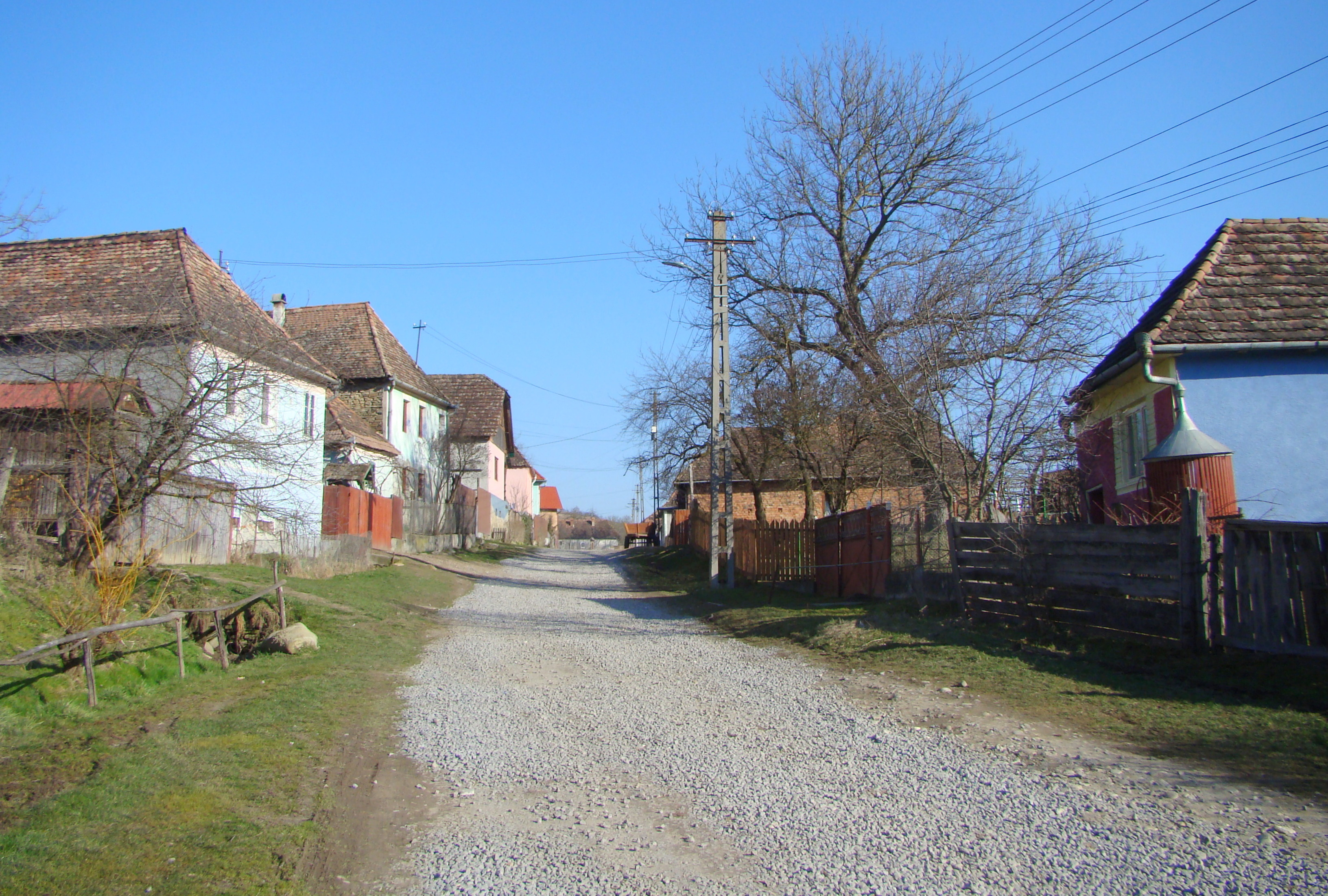
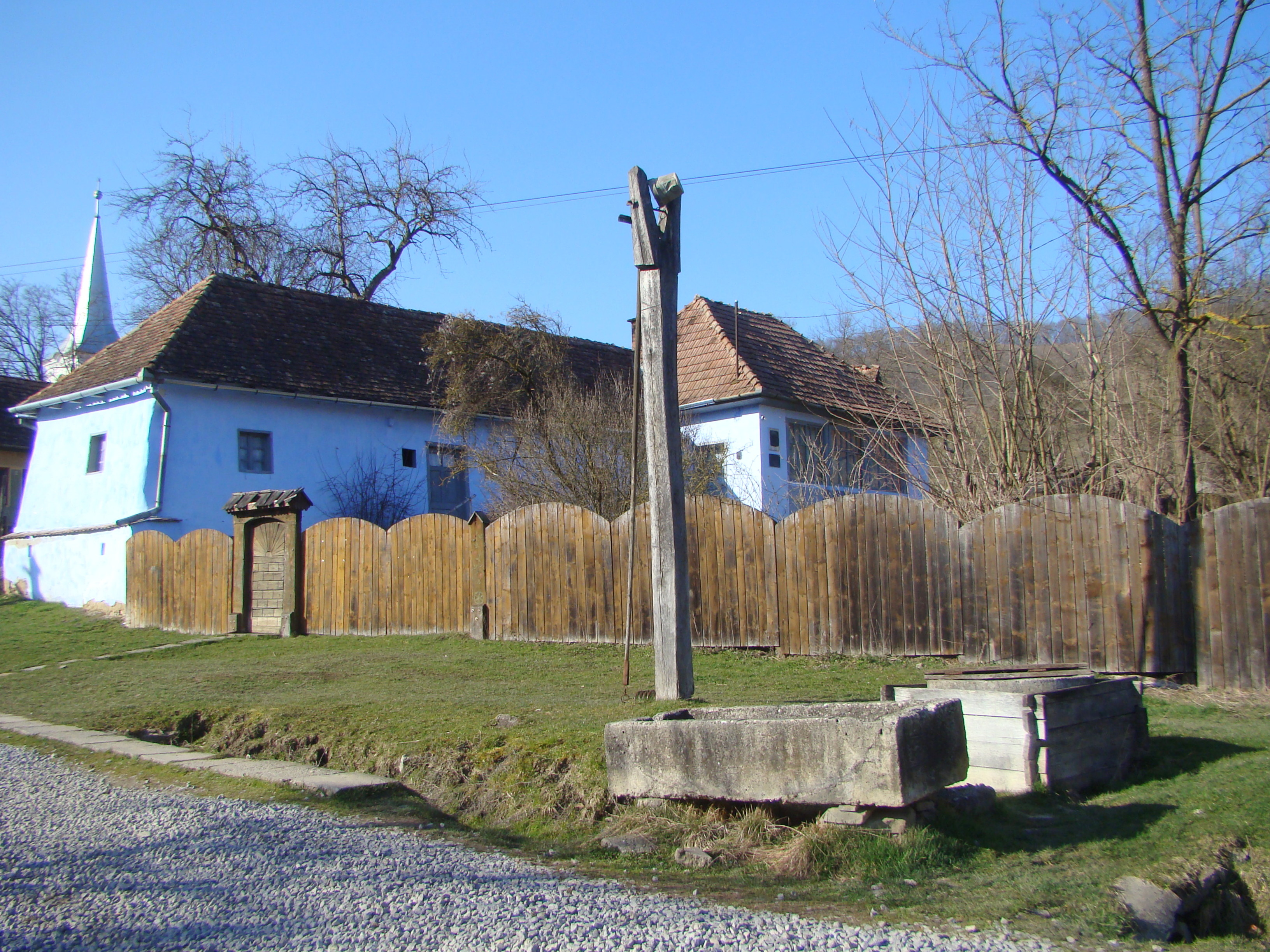
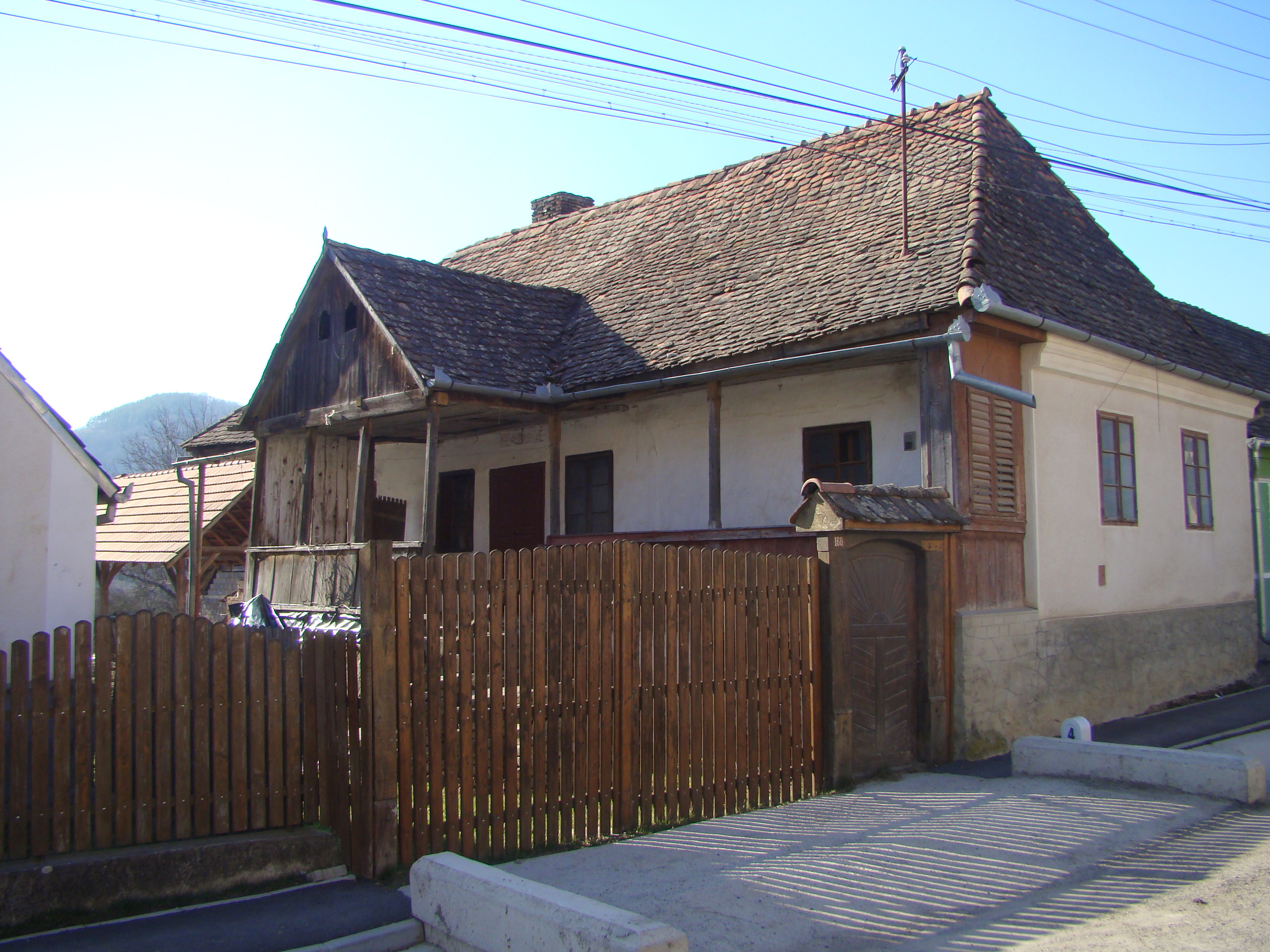
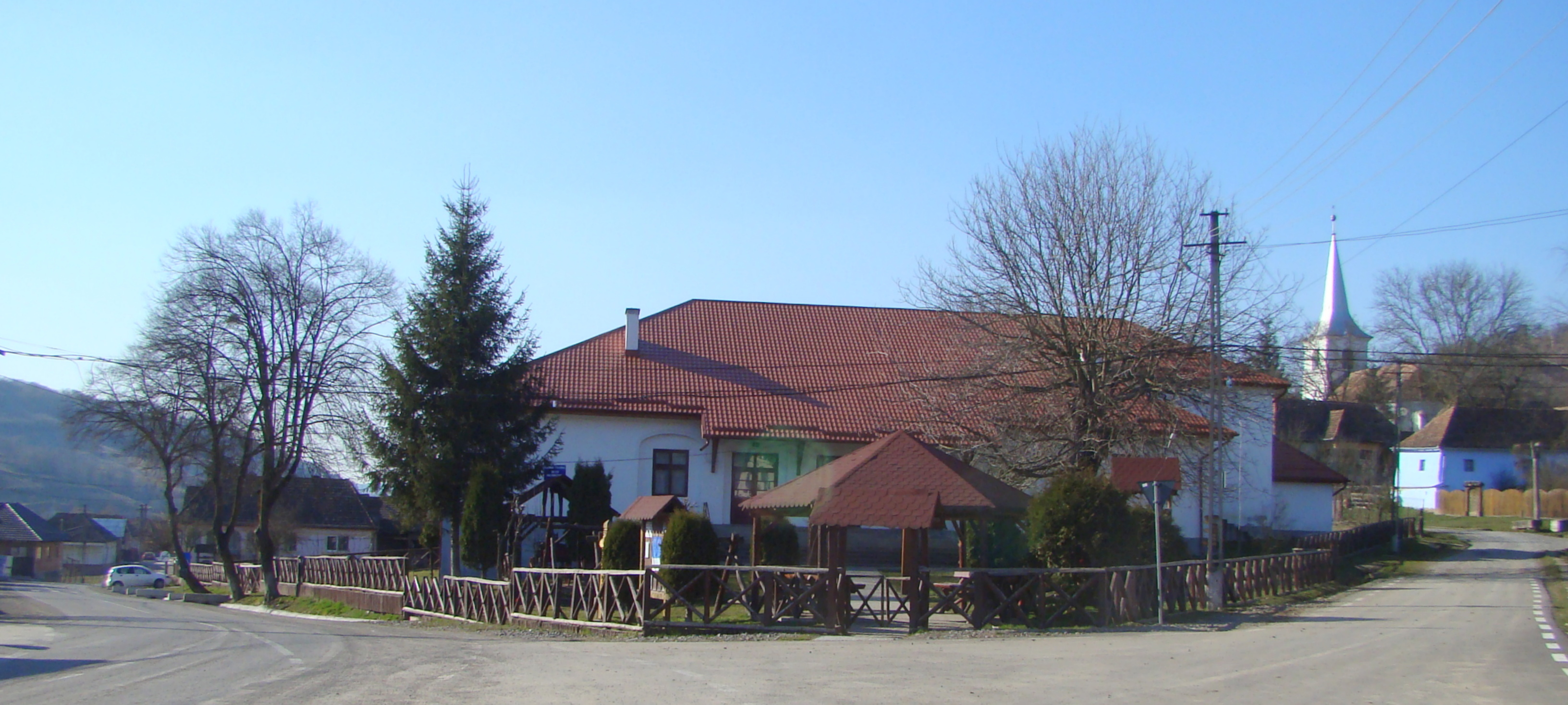
Căminul cultural
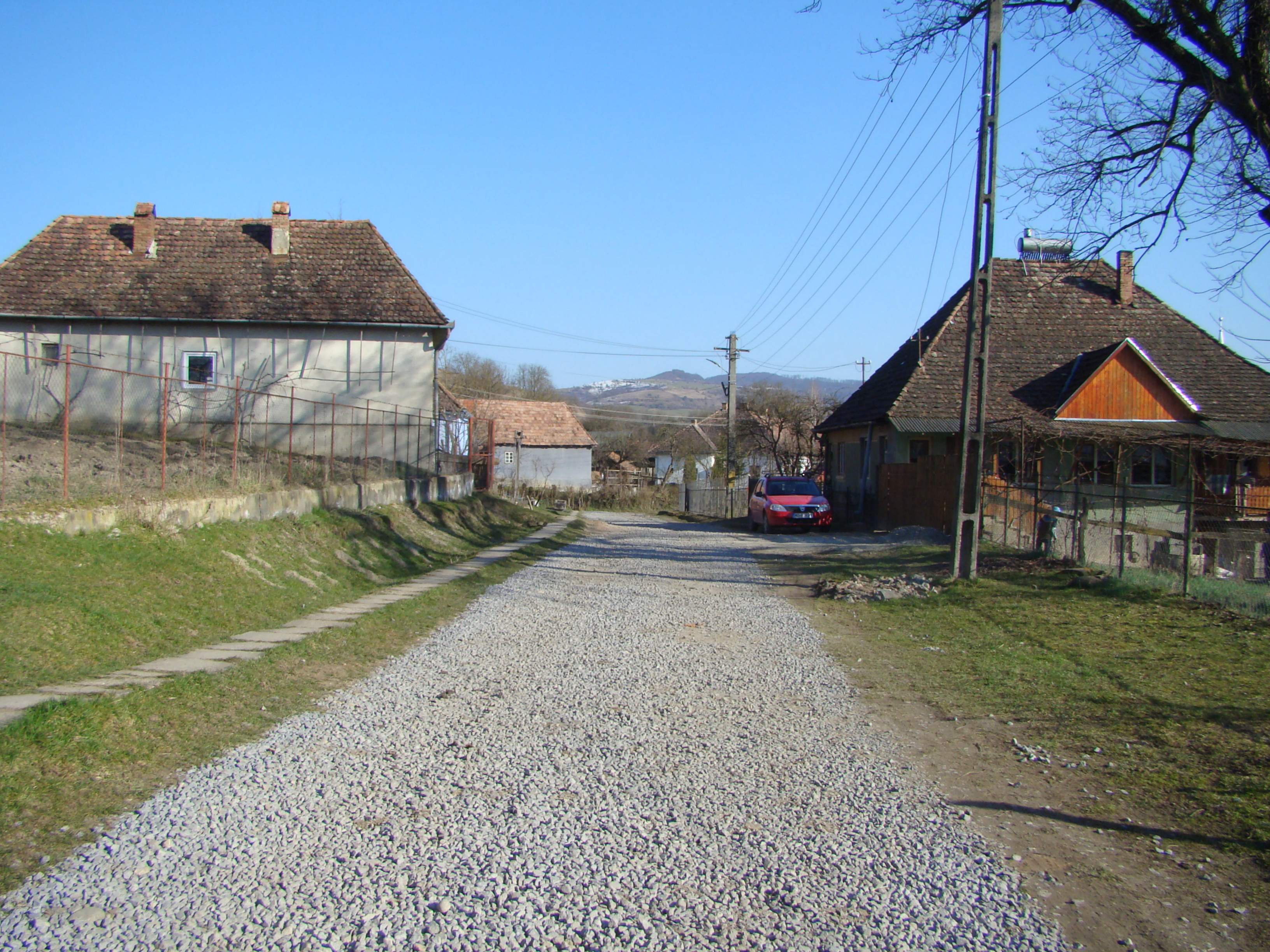
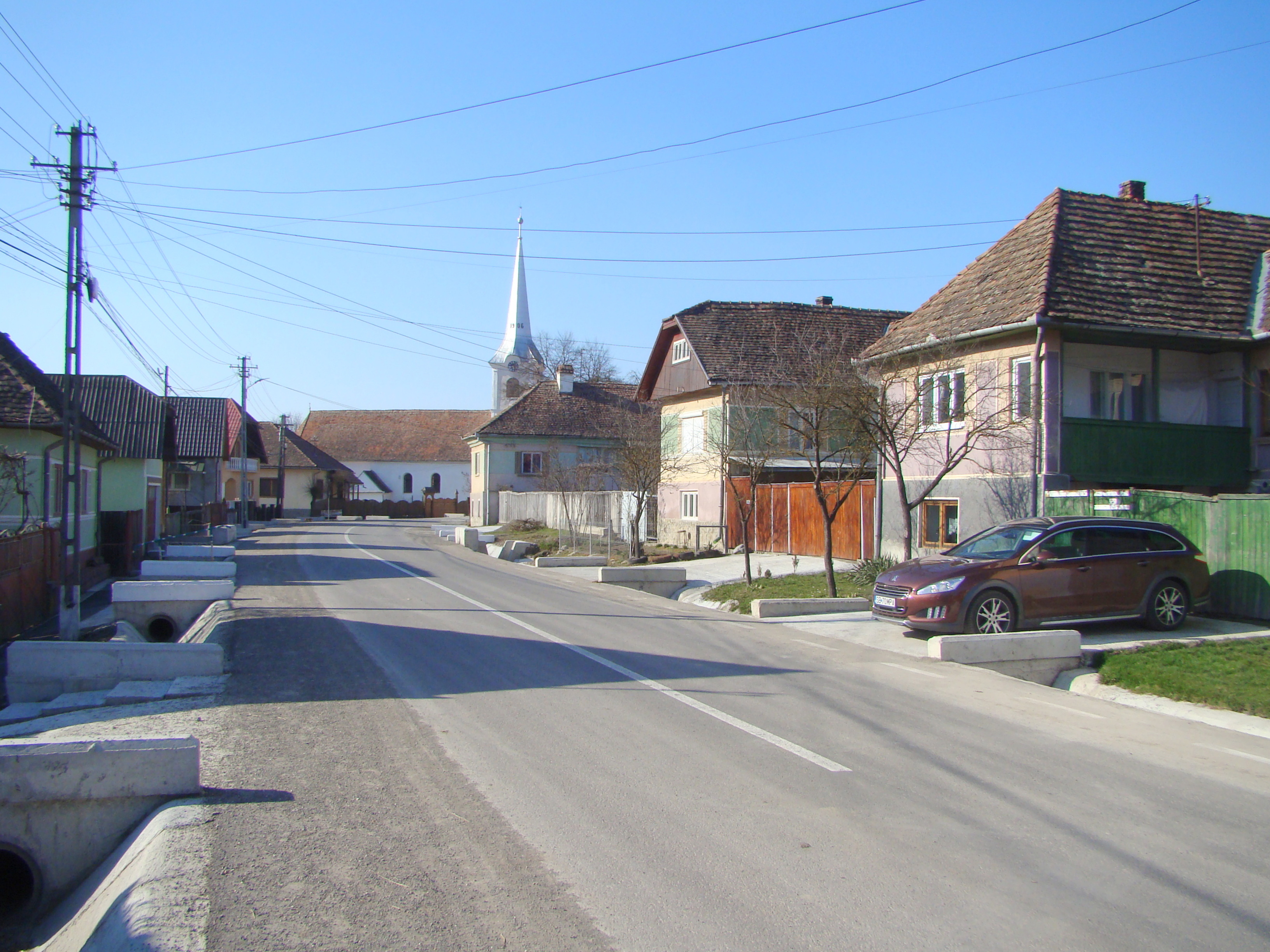
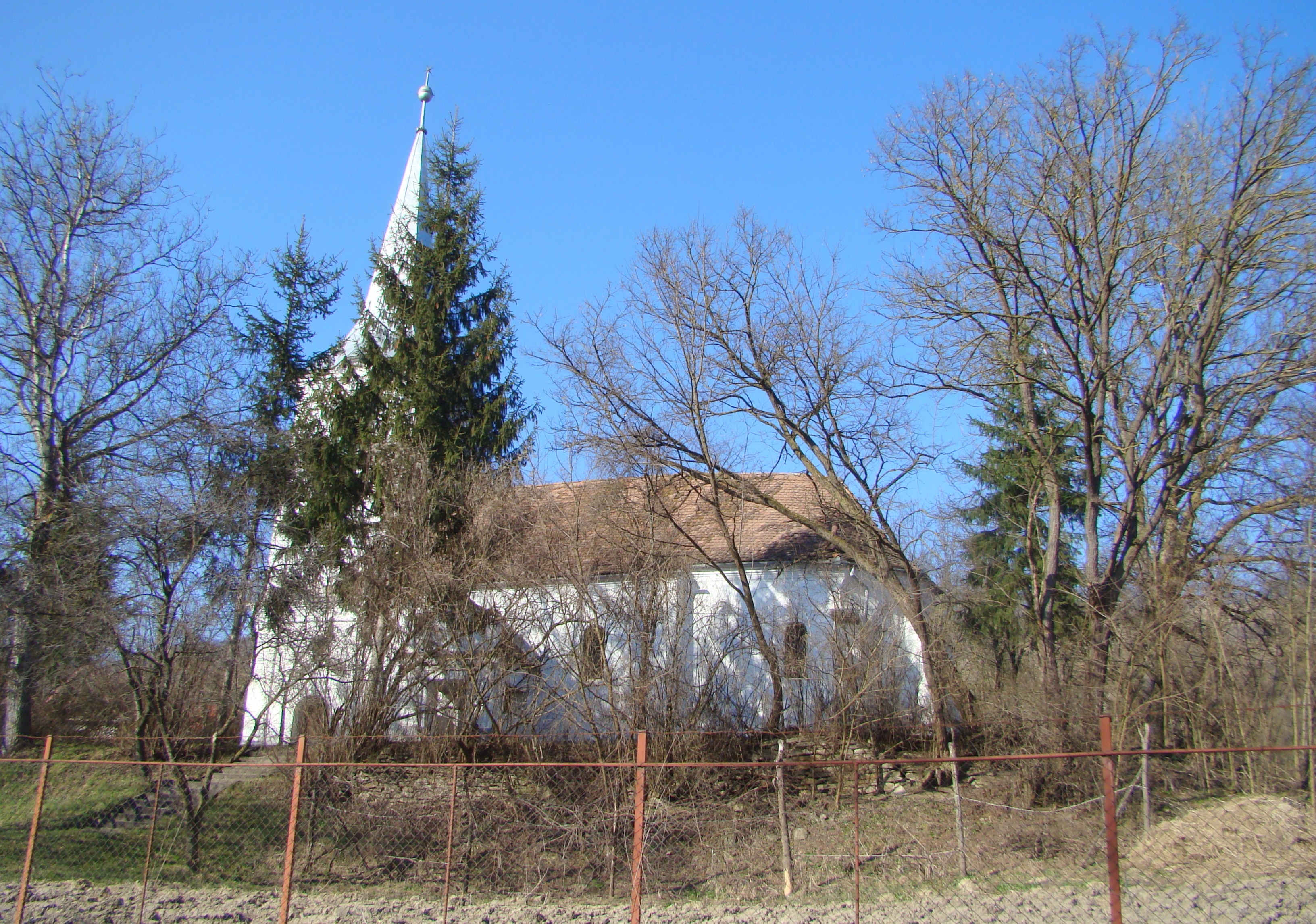
Biserica reformată
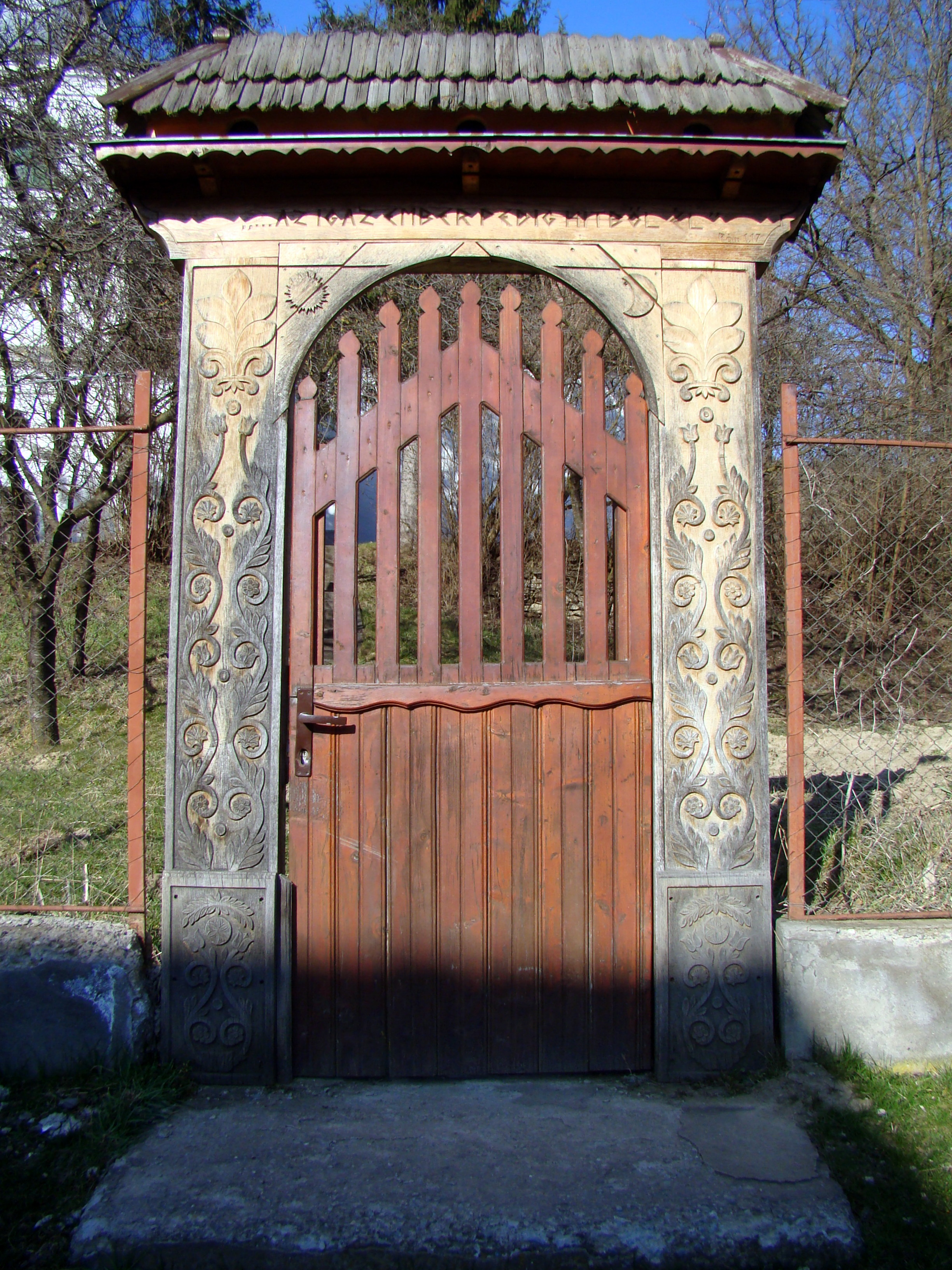
Poarta de lemn
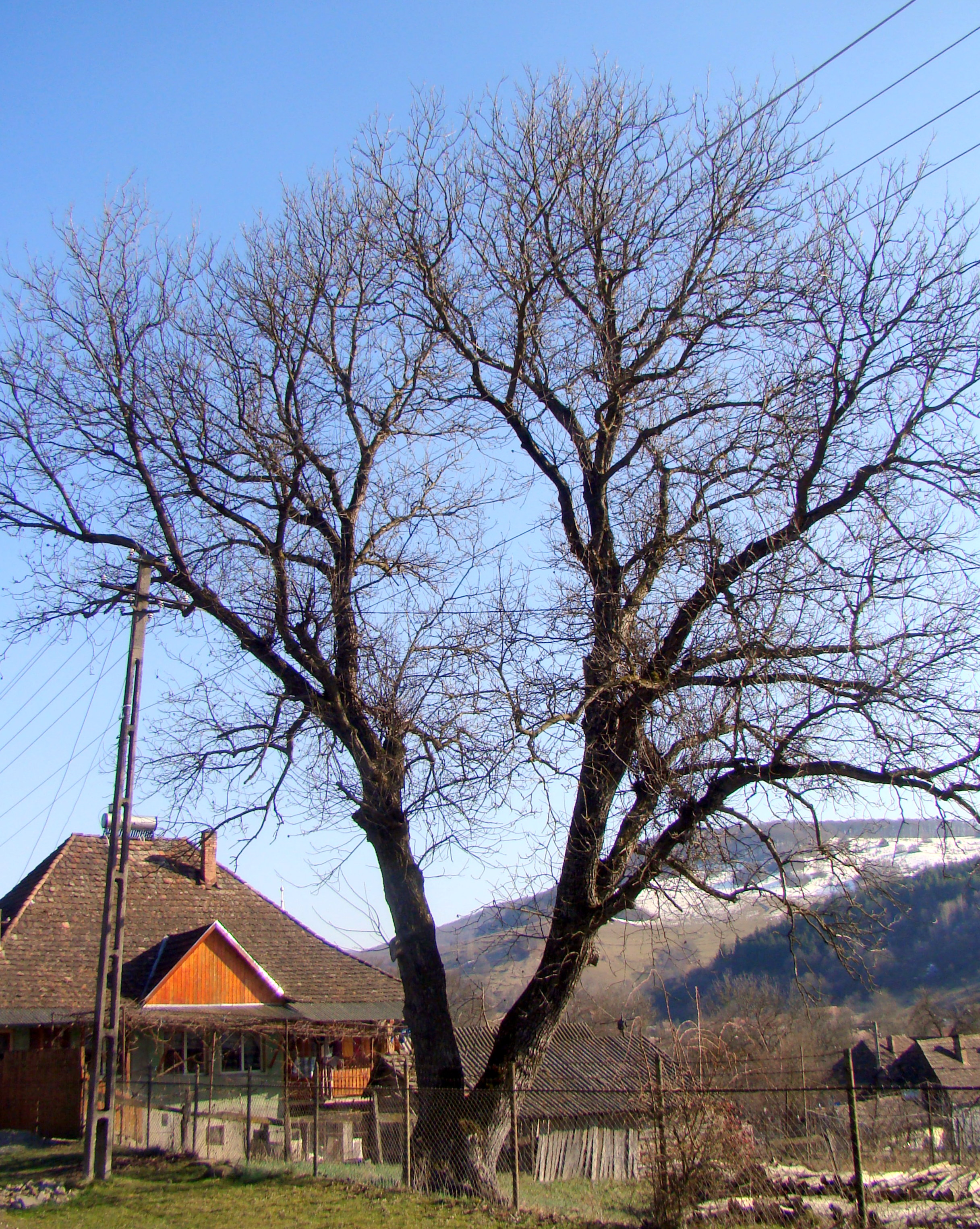
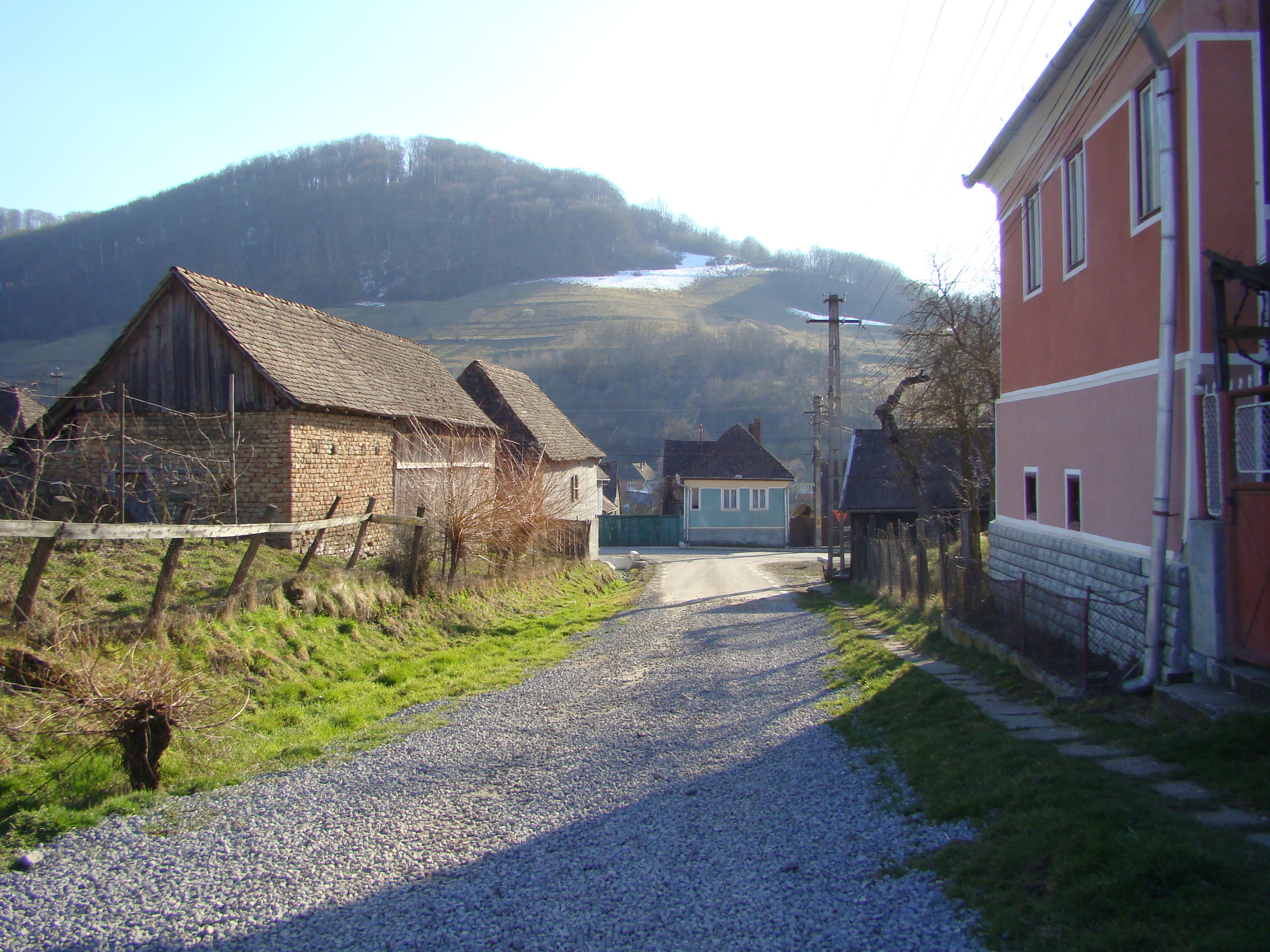
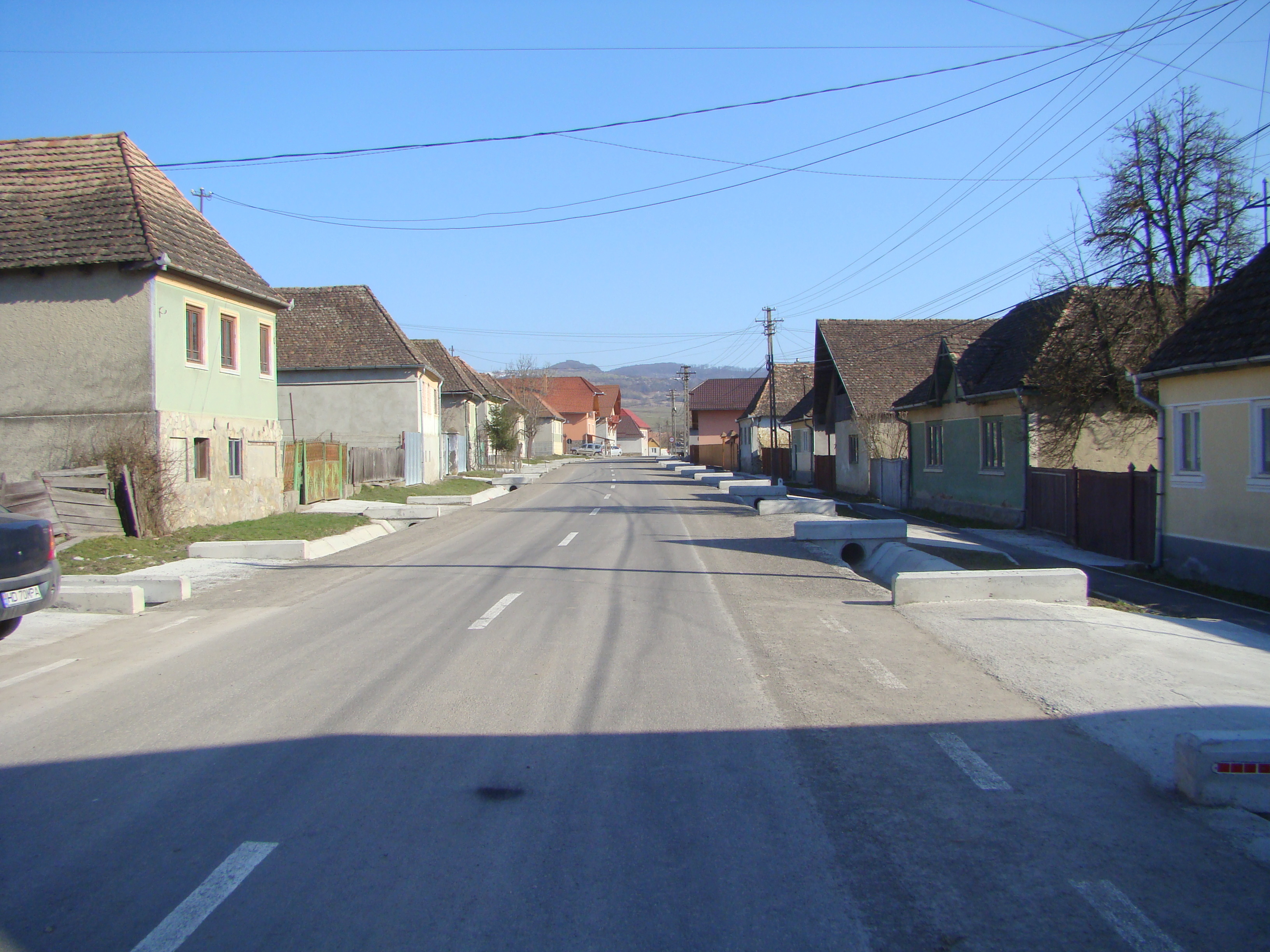

## Legături eterne
- Materiale media legate de Bezid la Wikimedia Commons